# 機動武闘外伝ガンダムファイト7th
『機動武闘外伝ガンダムファイト7th』（きどうぶとうがいでんガンダムファイトセブンス）は、1996年に『コミックボンボン増刊号』で連載されたおとといきたろうの漫画作品。テレビアニメ『機動武闘伝Gガンダム』の外伝作品である。キャラクターデザイン：逢坂浩司、メカニックデザイン：大河原邦男。

## 概要
未来世紀32年の第7回ガンダムファイトが舞台。東方不敗マスター・アジア以下旧シャッフル同盟の若き日の姿を描く。
『機動武闘伝Gガンダム』の本放送終了後も人気は衰えなかったことから、プラモデル企画として本作が展開されることとなり、テレビアニメ版のスタッフによりキャラクターやメカニックのデザインが行われた。
さらに先行して漫画作品が製作されたが、本来は島本和彦が担当する予定であったが多忙のために不可能となり、アシスタントであったおとといきたろうに一任された。それでも島本は監修として関わる予定であったが、時間不足によりほとんど手伝うことはできず、おとといに対して申し訳なかったと後に述懐している。
また発表された雑誌が季刊であった「コミックボンボン増刊号」ということもあり、媒体への露出不足で人気が伸び悩んだため、結局プラモデルの発売は行われなかった。
その後、コミックボンボン版作者のときた洸一が書いた漫画『ガンダムEXA』においてヤマトガンダムが登場し、原作再構成版「GガンダムRe:masterEdition」1巻、2巻のおまけ漫画「アルティメットバトル（前後編）」においてシミレーション内だが、旧シャッフルメンバー5人（シュウジ、マックス、アラン、ナシウス、トリス）とガンダム5機（ヤマトガンダム、ガンダムフリーダム、はコウガガンダム、エッフェルガンダム、モスクガンダム）が登場しドモンと共演している。

## 登場人物
シュウジ・クロス
ネオジャパン代表。搭乗機はヤマトガンダム。後の東方不敗マスター・アジア。
マックス・バーンズ
ネオアメリカ代表。搭乗機はガンダムフリーダム。後のクイーン・ザ・スペード。
アラン・リー
ネオチャイナ代表。搭乗機はコウガガンダム。後のクラブ・エース。
ナシウス・キルヒャ
ネオフランス代表。搭乗機はエッフェルガンダム。後のジャック・イン・ダイヤ。
トリス・スルゲイレフ
ネオロシア代表。搭乗機はモスクガンダム。後のブラック・ジョーカー。
ウォルフ・ハインリッヒ
ネオドイツ代表。搭乗機はカイザーガンダム。詳細は機動武闘伝Gガンダムの登場人物を参照。